# Vaganski Vrh
Vaganski Vrh är en bergstopp i Kroatien.   Den ligger i länet Zadars län, i den södra delen av landet, 170 km söder om huvudstaden Zagreb. Toppen på Vaganski Vrh är 1 757 meter över havet.
Terrängen runt Vaganski Vrh är kuperad åt nordost, men åt sydväst är den bergig. Vaganski Vrh är den högsta punkten i trakten. Runt Vaganski Vrh är det glesbefolkat, med 15 invånare per kvadratkilometer. Närmaste större samhälle är Posedarje, 17,2 km söder om Vaganski Vrh. I omgivningarna runt Vaganski Vrh växer i huvudsak lövfällande lövskog.